# Ambia schistochaeta
Ambia schistochaeta is een vlinder uit de familie van de grasmotten (Crambidae). De wetenschappelijke naam van de soort is voor het eerst gepubliceerd in 1935 door Willie Horace Thomas Tams.
De soort komt voor in Samoa.